# Kosovo a Metochie
Kosovo a Metochie (srbsky Косово и Метохија, Kosovo i Metohija, albánsky Kosova dhe Dukagjini), oficiálně Autonomní oblast Kosovo a Metochie (srbsky Аутономна Покрајина Косово и Метохиja, Autonomna Pokrajina Kosovo i Metohija, albánsky Krahina Autonome e Kosovës dhe Metohisë), známé krátce jako Kosovo (albánsky Kosova) nebo Kosmet (od Kosovo a Metochie) odkazuje na region Kosovo, jak je definován v srbské ústavě. Území provincie je sporné mezi Srbskem a samozvanou Kosovskou republikou, přičemž druhá z nich má oblast de facto pod kontrolou. Region byl po většinu období mezi lety 1912 a 1999 součástí Srbska (zejména, když Srbsko bylo součástí Jugoslávie).
Území provincie, jak je uznáno srbskými zákony, leží v jižní části Srbska a pokrývá regiony Kosovo a Metochie. Hlavním městem provincie je Priština. Území bylo dříve během Socialistické Jugoslávie autonomní oblastí Srbska (1946–1990) a získalo současný stav v roce 1990. Oblast byla ovládána jako součást Srbska až do kosovské války (1998–1999), kdy se stala v souladu s rezolucí Rady bezpečnosti OSN 1244 protektorátem OSN, ale přesto byla mezinárodně uznávána jako součást Srbska. Kontrola byla poté převedena do správy Mise OSN. V roce 2008 kosovské orgány jednostranně vyhlásily nezávislost, kterou uznává 97 členů OSN, nikoli však Srbsko, které ho stále považuje za svou provincii.

## Jméno

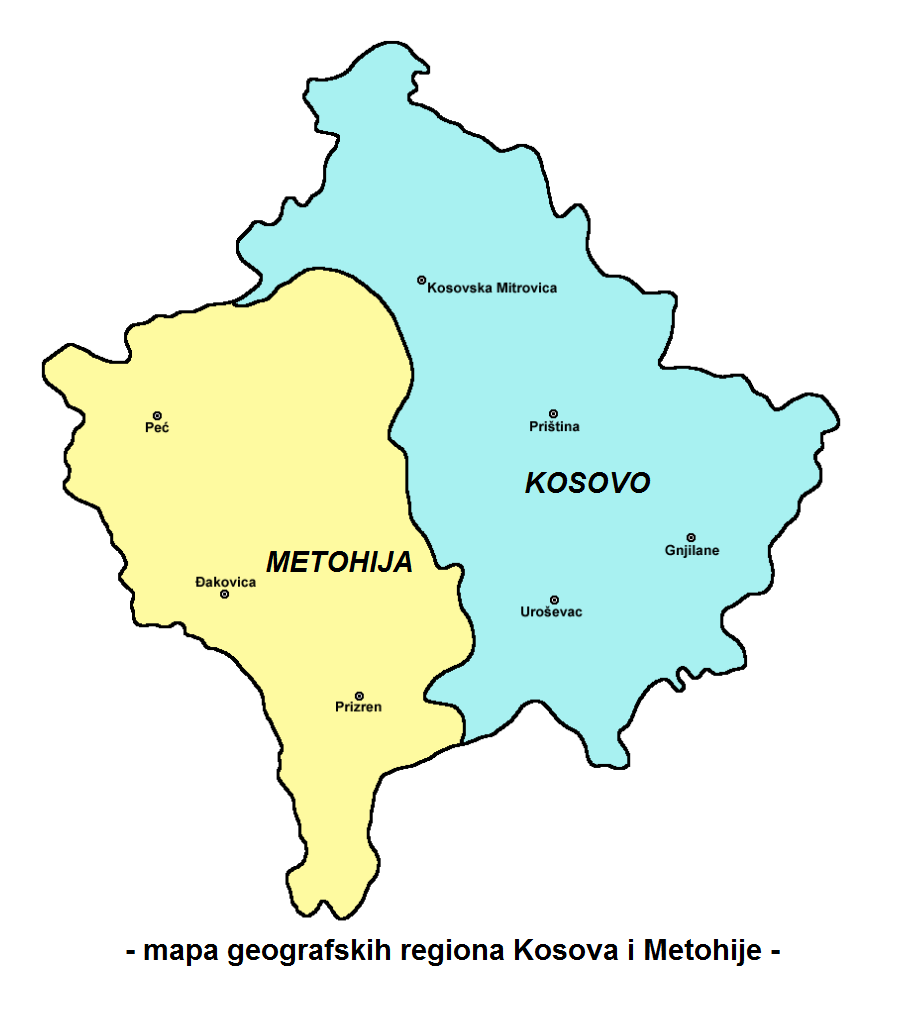
Metochie (3 340 km²) v rámci Kosova

Jméno Kosova je citlivou otázkou jak pro Srby, tak pro Albánce. Na „hlavním“ názvu (odvozeném ze slovanského kos/кос – „kos“) se obě etnika shodují – Kosovo (srbsky Kosovo/Косово; albánsky Kosova či Kosovë). Před rokem 1945 Srbové tuto oblast spolu s okolními kraji zahrnovali pod „Staré Srbsko“ nebo „Jižní Srbsko“. Avšak druhá část názvu – Metochie (srbsky Metochija/Метохија, z řeckého μετόχια, označuje „klášterní panství“) – je předmětem sporu. Srbové tak nazývají západní, s Černou Horou a Albánií hraničící třetinu Kosova, kde měl od středověku až do komunistického znárodnění v roce 1945 velké pozemky pećský patriarchát Srbské pravoslavné církve. Pro Srby přídavek „a Metochie“ neznamená pouze přesnější geografické určení, ale symbolizuje především starobylý pravoslavný charakter oblasti. Ze stejného důvodu naopak Albánci tento přídavek ostře odmítají a trvají na souhrnném jméně Kosovo, popř. Metochii spolu s přilehlými oblastmi Albánie neoficiálně označují za Rrafshi i Dukagjinit („Dukagjiniho pláň“; podle Leka Dukagjiniho, albánského vládce a slavného zákonodárce z 15. století).
A tak zatímco podle ústavy Srbska je oficiálním názvem území oblasti Kosovo a Metochie (srbsky Kosovo i Metohija/Косово и Метохија), nynější albánská vláda v Kosovu, stejně jako UNMIK a Rezoluce Rady bezpečnosti OSN č. 1244 používají výhradně název Kosovo. Nicméně i v samotném Srbsku se hovorově zpravidla Metochie vynechává, nebo se používá sloučenina Kosmet či zkratka KiM.
Proměnlivá míra autonomie, skrytý boj mezi převážně muslimskými Albánci a pravoslavnými Srby o mocenskou převahu, jakož i změny politicko-ekonomického zřízení, se opakovaně projevovaly i v názvu autonomního Kosova:
- Autonomní Kosovsko-metochijská oblast (Autonomna Kosovsko-Metohijska Oblast, Territori Autonom i Kosovës dhe Metohisë) – od 1946, v dobové terminologii oblast měla naznačovat nižší míru samosprávy než měla pokrajina, v tomto případě jen Vojvodina;
- Autonomní provincie Kosovo a Metochie (Autonomna Pokrajina Kosovo i Metohija, Krahina Autonome e Kosovës dhe Metohisë) – od 1963;
- Socialistická autonomní provincie Kosovo (Socijalistička Autonomna Pokrajina Kosovo; Krahina Socialiste Autonome e Kosovës) – od 1974;
- Autonomní provincie Kosovo a Metochie (Autonomna Pokrajina Kosovo i Metohija, Krahina Autonome e Kosovës dhe Metohisë) – od 1990.

Ústavní dodatek z roku 1963 povýšil status území na větší míru samosprávy, Kosovo se dostalo na roveň Vojvodiny. V roce 1974, kdy v celé SFRJ proběhla velká ústavní reforma, Jugoslávie i všechny republiky schválily nové ústavy, což mimo jiné vedlo k posílení autonomie Kosova a Vojvodiny uvnitř Srbska. Kosovu byla z názvu odebrána „Metochie“, aby se vyšlo vstříc místní albánské většině, a přidán atribut „socialistická“ – v souladu s tehdejší politikou státu. Rozpad Jugoslávie a restaurace kapitalismu se opět promítly do názvu kosovské oblasti, a to v opačném duchu: přídomek socialistická byl vypuštěn, naopak opět byl přidán dovětek „a Metochie“. Jednalo se o symbolické gesto, které mělo deklarovat větší připoutání oblasti k vlastnímu Srbsku.

## Historie
Do roku 1999 bylo území pod svrchovaností Srbska, ale od 12. června 1999 bylo na základě rezoluce č. 1244 Rady bezpečnosti přeměněno v protektorát Organizace spojených národů, který však nadále zůstával formální součástí Srbska. Protektorát nadále již vůbec nebyl pod srbskou kontrolou a vytvořil si vlastní parlament, vládu jakož i další nezávislé instituce. Dne 17. února 2008 v 15:50 SEČ vyhlásil kosovský parlament nezávislou Kosovskou republiku, zkráceně Kosovo, která je doposud uznána 97 členskými státy OSN (tj. něco málo přes polovinu členských států). Srbsko ji odmítlo uznat a dále považuje Kosovo za součást svého území jakožto Autonomní oblast Kosovo a Metochie, též z důvodu klíčového významu dějin Kosova v historii Srbska.